# Добровольський (Суєтський район)
Доброво́льський (рос. Добровольский) — селище у складі Суєтського району Алтайського краю, Росія.

## Населення
Населення — 13 осіб (2010; 44 у 2002).
Національний склад (станом на 2002 рік):
- росіяни — 75 %